# Edgar Barth
Wilfried Edgar Barth (Herold, 26 gennaio 1917 – Ludwigsburg, 20 maggio 1965) è stato un pilota automobilistico tedesco.

## Carriera

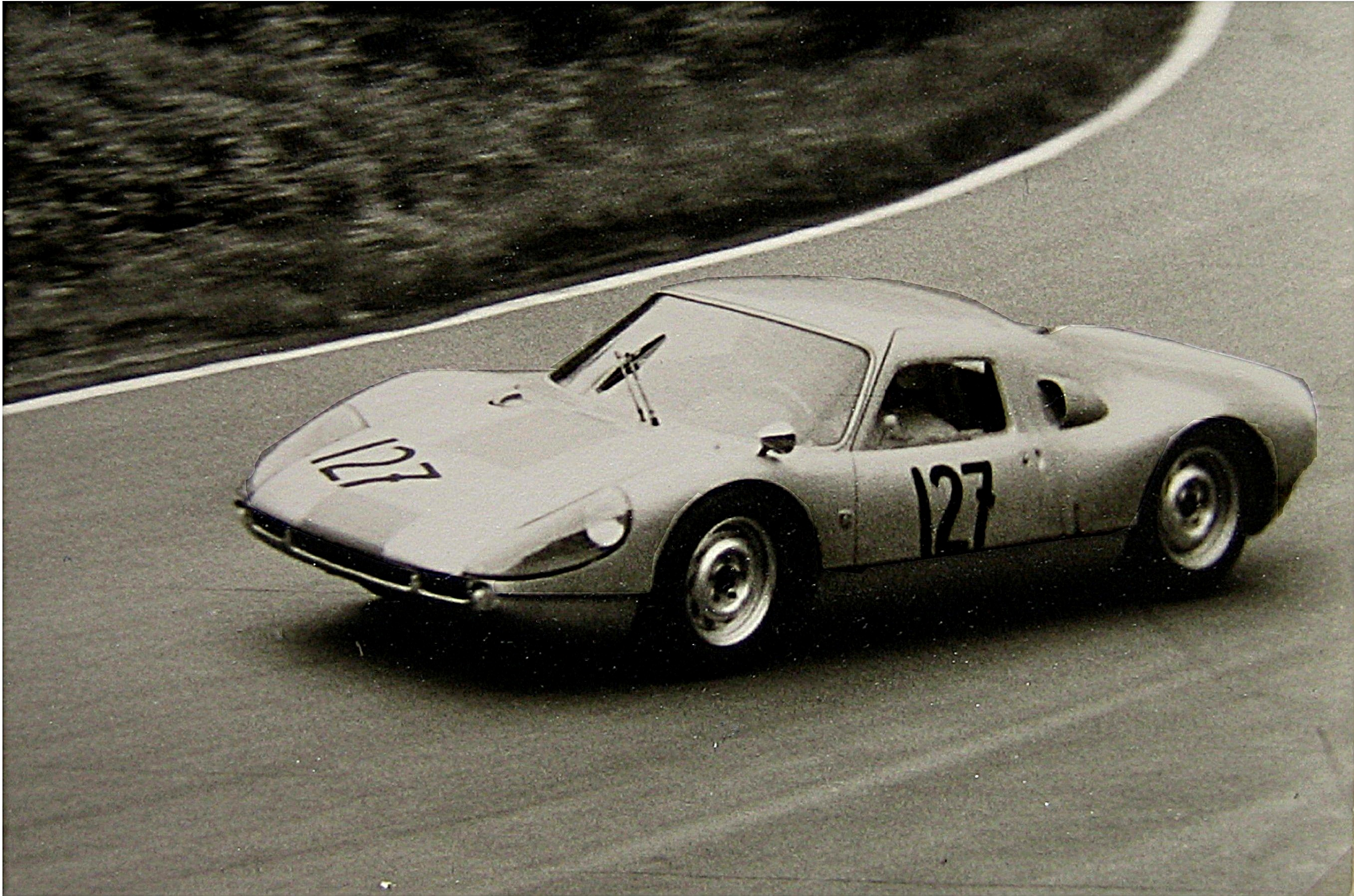
Barth alla guida di una Porsche 904.

Nato in Sassonia, iniziò la carriera prima dello scoppio della seconda guerra mondiale nel motociclismo guidando moto DKW e BMW; al termine del conflitto passò a gareggiare con le vetture sport della EMW, nuovo nome che venne dato alle ex fabbriche della BMW passate, dopo la separazione, alla Germania Orientale. Fu con questa marca che fece il suo debutto al Campionato mondiale di Formula 1 nella stagione 1953.
Nel 1957 varcò la cortina di ferro e firmò un accordo con la Porsche; con la casa di Stoccarda ottenne i suoi maggiori successi nelle competizioni destinate alle vetture a ruote coperte, distribuiti in varie categorie. Si impose in tre occasioni nel Campionato europeo della montagna, nel 1959, nel 1963 e nel 1964, oltre che ottenere la vittoria anche nella Targa Florio nel 1959.
Non altrettanto valido il suo palmarès nella Formula 1 dove venne schierato dalla Porsche in alcune edizioni dei Gran Premio di Germania e d'Italia, senza mai raggiungere posizioni a punti. L'ultima sua presenza nella massima formula venne registrata nel Campionato mondiale di Formula 1 1964, alla guida di una Cooper del Rob Walker Racing Team, terminata con un ritiro.
Morì nel 1965 a causa di un cancro.
Il figlio Jürgen, ingegnere Porsche, vinse la 24 Ore di Le Mans nel 1977.

## Risultati in Formula 1
| 1953 | Scuderia          | Vettura |  |  |  |  |  |  |     |  |  |  |  | Punti | Pos. |
| ---- | ----------------- | ------- |  |  |  |  |  |  | --- |  |  |  |  | ----- | ---- |
| 1953 | EMW Rennkollektiv | EMW     |  |  |  |  |  |  | Rit |  |  |  |  | 0     |      |

| 1957 | Scuderia | Vettura |  |  |  |  |  |    |  |  |  |  |  | Punti | Pos. |
| ---- | -------- | ------- |  |  |  |  |  | -- |  |  |  |  |  | ----- | ---- |
| 1957 | Porsche  | Porsche |  |  |  |  |  | 12 |  |  |  |  |  | 0     |      |

| 1958 | Scuderia | Vettura |  |  |  |  |  |  |  |   |  |  |  | Punti | Pos. |
| ---- | -------- | ------- |  |  |  |  |  |  |  | - |  |  |  | ----- | ---- |
| 1958 | Porsche  | Porsche |  |  |  |  |  |  |  | 6 |  |  |  | 0     |      |

| 1960 | Scuderia | Vettura |  |  |  |  |  |  |  |  |   |  |  | Punti | Pos. |
| ---- | -------- | ------- |  |  |  |  |  |  |  |  | - |  |  | ----- | ---- |
| 1960 | Porsche  | Porsche |  |  |  |  |  |  |  |  | 7 |  |  | 0     |      |

| 1961 | Scuderia | Vettura |  |  |  |  |  |    |    |  |  |  |  | Punti | Pos. |
| ---- | -------- | ------- |  |  |  |  |  | -- | -- |  |  |  |  | ----- | ---- |
| 1961 | Porsche  | Porsche |  |  |  |  |  | NP | NP |  |  |  |  | 0     |      |

| 1964 | Scuderia   | Vettura    |  |  |  |  |  |     |  |  |  |  |  | Punti | Pos. |
| ---- | ---------- | ---------- |  |  |  |  |  | --- |  |  |  |  |  | ----- | ---- |
| 1964 | Rob Walker | Cooper T66 |  |  |  |  |  | Rit |  |  |  |  |  | 0     |      |

| Legenda | 1º posto     | 2º posto | 3º posto    | A punti         | Senza punti/Non class.  | Grassetto – Pole position Corsivo – Giro più veloce |
| Legenda | Squalificato | Ritirato | Non partito | Non qualificato | Solo prove/Terzo pilota | Grassetto – Pole position Corsivo – Giro più veloce |